# Schlacht bei Kirchholm

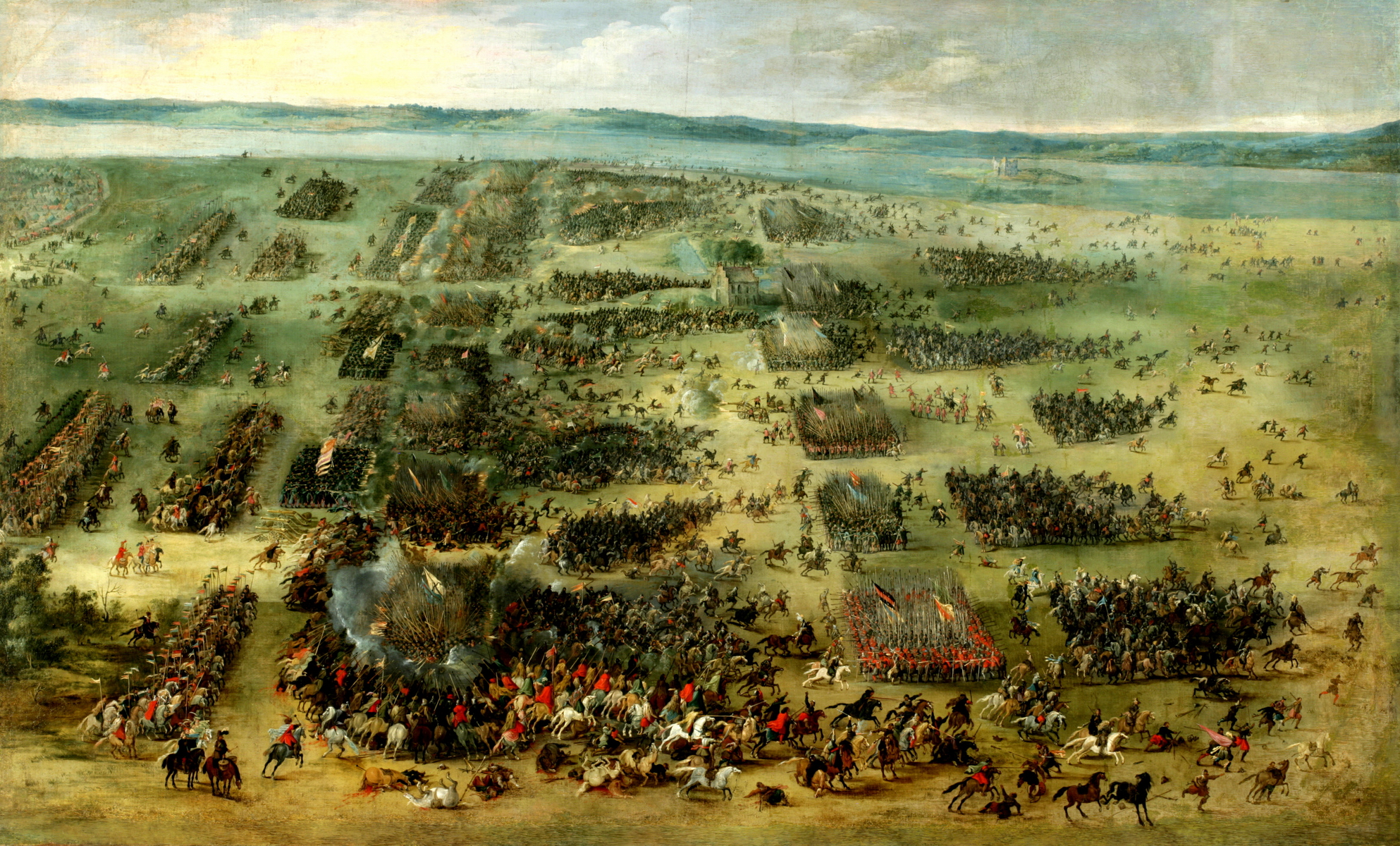
Gemälde der Schlacht von Pieter Snayers

Die Schlacht bei Kircholm war eine Schlacht während der Schwedisch-Polnischen Kriege 1600–1629. Sie fand bei Salaspils (deutsch: Kirchholm) am 27. September 1605 statt. In dieser Schlacht erlitten die schwedischen Truppen unter König Karl IX. eine schwere Niederlage gegen zahlenmäßig deutlich unterlegene polnisch-litauische Truppen unter Jan Karol Chodkiewicz, dem Großhetman von Litauen.

## Vorgeschichte
Nach der Niederlage der Schweden in der Schlacht bei Kokenhusen mussten diese sich weitgehend aus Livland zurückziehen und den größten Teil ihrer Eroberungen aufgeben. Der schwedische Reichstag bewilligte daraufhin Gelder für militärische Verstärkungen. Im Jahr 1605 landete eine etwa 5.000 Mann starke schwedische Armee unter Anders Lennartsson in Estland und marschierte auf Riga mit dem Ziel, diesen bedeutenden Ostseehafen einzunehmen. 

## Verlauf
Die schwedischen Truppen unter König Karl IX. und Andreas Lennartsson umfassten nach ihrer Vereinigung rund 11.000 Mann. Jan Karol Chodkiewicz versuchte vier Stunden lang, die Schweden mit seiner leichten Kavallerie von ihren Positionen zu locken. Als Karl IX. glaubte, dass sich die Litauer und die unterstützenden Polen zurückzogen, rückte er auf den Grund des Abhangs vor. 
Die Hauptschlacht begann mit dem polnisch-litauischen Kavallerieangriff auf der schwedischen rechten Flanke, wobei etwa 1.000 Flügelhusaren die schwedische Reiterei zerschmetterten und die schwedische dritte Infanterielinie auf ihrem Rückzug durcheinander brachten. Zur gleichen Zeit griffen auf der schwedischen linken Flanke 650 Flügelhusaren unter Jan Piotr Sapieha an. Nachdem Karl seine Reserve von 700 Kavalleristen geschickt hatte, schickte Chodkiewicz ebenfalls seine Reserven. Die gesamte Streitmacht der schwedischen Kavallerie wurde schließlich in die Flucht geschlagen und störte während ihrer Flucht ihre eigene Infanterie. Die schwedische Streitmacht wurde von der zahlenmäßig unterlegenen polnisch-litauischen Armee vernichtend geschlagen. Die Schlacht war vor allem geprägt durch den Angriff der polnischen Flügelhusaren auf zahlenmäßig mehrfach überlegene schwedische Infanterie.

## Folgen
Der internationale Ruhm dieses Sieges der Polen gegen die Schweden war so groß, dass die Schlacht in einer nur kurz nach dem Ereignis in Rom publizierten Radierung von Antonio Tempesta dargestellt wurde (Bartsch Nr. 634). Allerdings verhinderte der innere Zustand Polens, dass Chodkiewicz diesen Sieg nutzen konnte. Als das Heer wegen des rückständigen Soldes nicht mehr weiterkämpfte, setzte er den Kampf aus eigenen Mitteln noch eine Zeit lang fort. 